# Киликия
Киликия (на турски: Kilikya; на гръцки: Κιλικία) е историческа област, разположена на югоизточното крайбрежие на Мала Азия. На север и запад е оградена от планините Тавър, на изток от Антитавър, а на юг излиза на Средиземно море. В географско отношение се състои от два много различни региона – западен планински и източен – плодородна равнина. В древността оттук е минавал единственият път от Мала Азия към Сирия. Главни градове в областта са Тарс, Адана, Селинонт, Аназарбус.
През II хилядолетие пр.н.е. влиза в състава на Хетското царство, а от XII до VI век пр.н.е. на територията на Киликия са съществували едно или няколко независими Сирохетски царства, като от VI век пр.н.е. Киликия влиза в състава на персийското царство на Ахеменидите. В 333 г. пр.н.е. е завладяна от Александър Македонски, който едва не се удавил, докато се къпал в река Киднос, където по-късно се удавя император Фридрих I Барбароса по време на Третия кръстоносен поход. От 297 г. пр.н.е. до 190 г. пр.н.е. областта се намира във властта на Селевкидите.
Преди периода на римското владичество Киликия е свърталище на пирати. Плацдарм в Киликия завладява за сената и народа на Рим Марк Антоний Оратор още през 103 г. пр.н.е. Помпей Велики в 67 г. пр.н.е. окончателно ликвидира пиратската заплаха и след разгрома на знаменитата пиратска база Коракесион Тарс става столица на римска провинция. Първи проконсул на Киликия е Луций Корнелий Сула, а през 51 г. пр.н.е. на тази длъжност е назначен Цицерон, който я заема около година. Неговата задача е да осигури лоялността на царя на съседната васална Кападокия Ариобарзан III, което постига без военни действия.
В римски Тарс около 10 г. е роден един от евангелистите на Новия Завет апостол Павел.
Първият кръстоносен поход възражда Арменското кралство Киликия през 1097 – 1098 г.
- Крепостта Мамур, строена за защита от пирати
- Триумфалната арка в Аназарбус
- Акрополът на Кастабала
- Киликийска Армения, 1199 – 1375